# Захарий Еласонски
Захарий (на гръцки: Ζαχαρίας, Захарияс) е гръцки духовник, епископ на Вселенската патриаршия.

## Биография
Захарий е избран за епископ на Петренската епархия в Олимп в или след 1695 година. Като такъв в 1697 година наследява сваления Филотей като доменикски и еласонски архиепископ. В Царицани Захарий е един от блестящите йерарси. През цялото си архиерейско служение той работи усърдно и самоотвержено, защитавайки правата на християнското си паство от злочинствата на турските власти, които в това време се увеличават. При управлението му в 1702 година е построена църквата „Свети Пантелеймон“ в Царицани. Официалните данни на Патриаршията сочат, че Захарий служи поне до 1702 година.